# Loweporus pileoliferus
Loweporus pileoliferus är en svampart som beskrevs av Corner 1989. Loweporus pileoliferus ingår i släktet Loweporus och familjen Polyporaceae.   Inga underarter finns listade i Catalogue of Life.